# Världsmästerskapen i orientering 2021
Världsmästerskapen i orientering 2021 avgörs under perioden 3–9 juli 2021 i Doksy i Tjeckien.
I enlighet med uppdelningen av Världsmästerskapen i orientering i skogs-VM vartannat år och sprint-VM vartannat år var 2021 års mästerskap tänkt att vara ett skogs-VM med enbart medeldistans, långdistans och stafett. På grund av Covid-19-pandemin flyttades dock 2020 års sprintmästerskap till 2022, och för att det inte skulle gå fyra år mellan sprintarna valde man att lägga till även sprint och sprintstafett i 2021 års VM. Från och med 2022 är det tänkt att återgå till uppdelade mästerskap igen.

## Program
3 juli
- Sprintkvalificeringar
- Sprintfinaler

4 juli
- Sprintstafett

6 juli
- Medeldistanskval
- Medeldistans

8 juli
- Stafetter

9 juli
- Långdistans

## Medaljliga
| Antal medaljer efter land | Antal medaljer efter land | Antal medaljer efter land | Antal medaljer efter land | Antal medaljer efter land | Antal medaljer efter land |
| Placering                 | Land                      | Guld                      | Silver                    | Brons                     | Summa                     |
| ------------------------- | ------------------------- | ------------------------- | ------------------------- | ------------------------- | ------------------------- |
|                           | Sverige                   | 7                         | 1                         | -                         | 8                         |
|                           | Norge                     | 1                         | 4                         | 2                         | 7                         |
|                           | Schweiz                   | 1                         | 2                         | 4                         | 7                         |
| 4.                        | Neutrala idrottare        | -                         | 2                         | -                         | 2                         |
| 5.                        | Danmark                   | -                         | -                         | 1                         | 1                         |
| 5.                        | Nya Zeeland               | -                         | -                         | 1                         | 1                         |
| 5.                        | Ukraina                   | -                         | -                         | 1                         | 1                         |

## Medaljörer

### Herrar

#### Långdistans[1]
1. Kasper Harlem Fosser  Norge 1:35.55
2. Matthias Kyburz  Schweiz 1:39.00
3. Magne Daehli  Norge 1:41.53

#### Medeldistans[2]
1. Matthias Kyburz  Schweiz 39.31
2. Gustav Bergman  Sverige 40.11
3. Ruslan Glebov  Ukraina 40.18

#### Sprint[3]
1. Isac von Krusenstierna  Sverige 13.46
2. Kasper Harlem Fosser  Norge 13.53
3. Tim Robertson  Nya Zeeland 13.59

#### Stafett[4]
1. Sverige (Albin Ridefelt, William Lind, Gustav Bergman) 1:53.06
2. Norge (Gaute Hallan Steiwer, Kasper Fosser, Eskil Kinneberg) 1:53.57
3. Schweiz (Martin Hubmann, Florian Howald, Matthias Kyburz) 1:55.06

### Damer

#### Långdistans[5]
1. Tove Alexandersson  Sverige 1:17.11
2. Natalia Gemperle Neutrala idrottare 1:20.09
3. Simona Aebersold  Schweiz 1:20.28

#### Medeldistans[2]
1. Tove Alexandersson  Sverige 38.12
2. Andrine Benjaminsen  Norge 40.33
3. Simona Aebersold  Schweiz 41.33

#### Sprint[3]
1. Tove Alexandersson  Sverige 14.03
2. Natalia Gemperle Neutrala idrottare 14.12
3. Maja Alm  Danmark 14.20

#### Stafett[6]
1. Sverige (Lisa Risby, Sara Hagström, Tove Alexandersson) 1:45.45
2. Schweiz (Elena Roos, Sabine Hauswirth, Simona Aebersold) 1:48.18
3. Norge (Marie Olaussen, Kamilla Steiwer, Andrine Benjaminsen) 1:52.46

### Mixed

#### Sprintstafett[7]
1. Sverige (Tove Alexandersson, Emil Svensk, Gustav Bergman, Sara Hagström) 1:02.19
2. Norge (Victoria Hæstad Bjørnstad, Audun Heimdal, Kasper Harlem Fosser, Andrine Benjaminsen) 1:02.45
3. Schweiz (Simona Aebersold, Joey Hadorn, Martin Hubmann, Elena Roos) 1:02.48